# Dilochia
Dilochia – rodzaj roślin z rodziny storczykowatych (Orchidaceae). Rośliny występują w Azji Południowo-Wschodniej, w Mjanmie, Tajlandii, Malezji, na Filipinach oraz Nowej Gwinei. Rosną przeważnie na ubogich glebach, w wilgotnych lasach  oraz wśród mchów na wysokościach od 150 m do 2400 m n.p.m.

## Morfologia
Rośliny z grubymi, cylindrycznymi łodygami wyrastającymi blisko siebie z krótkiego kłącza. Liści twarde i eliptyczne. Kwiatostan rozgałęziony z dużą liczbą kwiatów. Kwiaty odwrócone, średniej wielkości, nie otwierają się do końca.

## Systematyka
Rodzaj sklasyfikowany do podplemienia Coelogyninae w plemieniu Arethuseae, podrodzina epidendronowe (Epidendroideae), rodzina storczykowate (Orchidaceae), rząd szparagowce (Asparagales) w obrębie roślin jednoliściennych.
Wykaz gatunków
- Dilochia beamanii Ormerod
- Dilochia cantleyi (Hook.f.) Ridl.
- Dilochia carnosa Sulist.
- Dilochia celebica (Schltr.) Schltr.
- Dilochia deleoniae Tandang & Galindon
- Dilochia elmeri Ames
- Dilochia longilabris J.J.Sm.
- Dilochia parviflora J.J.Sm.
- Dilochia rigida (Ridl.) J.J.Wood
- Dilochia wallichii Lindl.